# Кавальєр святого Іоанна
Кавальєр Святого Іоанна (мальт. Kavallier ta' San Ġwann) — оборонна споруда, яка була побудована орденом Святого Іоанна 16 століття у Валлетті на Мальті. З неї відкривається вигляд на Бастіон Святого Іоанна, великий тупокутний бастіон, що утворює частину сухопутного фронту Валлетти. Кавальєр святого Іоанна був одним із дев'яти запланованих кавальєрів у місті, хоча врешті-решт було побудовано лише два, інший — ідентичний кавальєр Сент-Джеймс . Він був розроблений італійським військовим інженером Франческо Лапареллі, тоді як його будівництвом керував його мальтійський помічник Джироламо Кассар.
Споруда знаходиться недалеко від Аркади Міських воріт та садів Гастінгса. Сьогодні там знаходиться посольство Суверенного військового Мальтійського ордену, наступника Ордена, який спочатку його побудував.

## Історія
Після Великої облоги Мальти 1565 р., коли Османська імперія намагалася захопити країну, але не змогла цього зробити, Орден Святого Іоанна вирішив поселитися на острові назавжди. Орден вирішив побудувати нове укріплене місто як нову столицю, і його назвали Валлетта на честь Великого магістра Жана Паризо де Валетта. Для цього Де Валет просив фінансової допомоги у різних європейських правителів. Папа Пій V направив на Мальту італійського військового інженера Франческо Лапареллі для проектування укріплень нової столиці. Будівництво міста розпочалось у березні 1566 р., а роботи тривали протягом 1570-х років. Після від'їзду Лапареллі з Мальти та його подальшої смерті будівництво міста було доручено його мальтійському помічнику, архітектору та військовому інженеру Джироламо Кассару .
Кавальєр Святого Іоанна був однією з перших будівель, побудованих у Валлетті, разом із церквою Богоматері Перемог та рештою укріплень. Кавальєр був побудований як піднята платформа, на якій розміщувались гармати для захисту міста від нападів з наземного боку, в районі, де пізніше було побудоване місто Флоріана. Він був пов'язаний із Сент-Джеймсом Кавальєр заблокованим підземним переходом.
У 1646 р. великий магістр Джованні Паоло Ласкаріс розмістив низку складів для зберігання пороху та мушкетів на фланзі та ущелині кавальєра. Склади були зруйновані наприкінці 1950-х років.
Кавальєр використовувався британськими військами під час Другої світової війни .

### Посольство

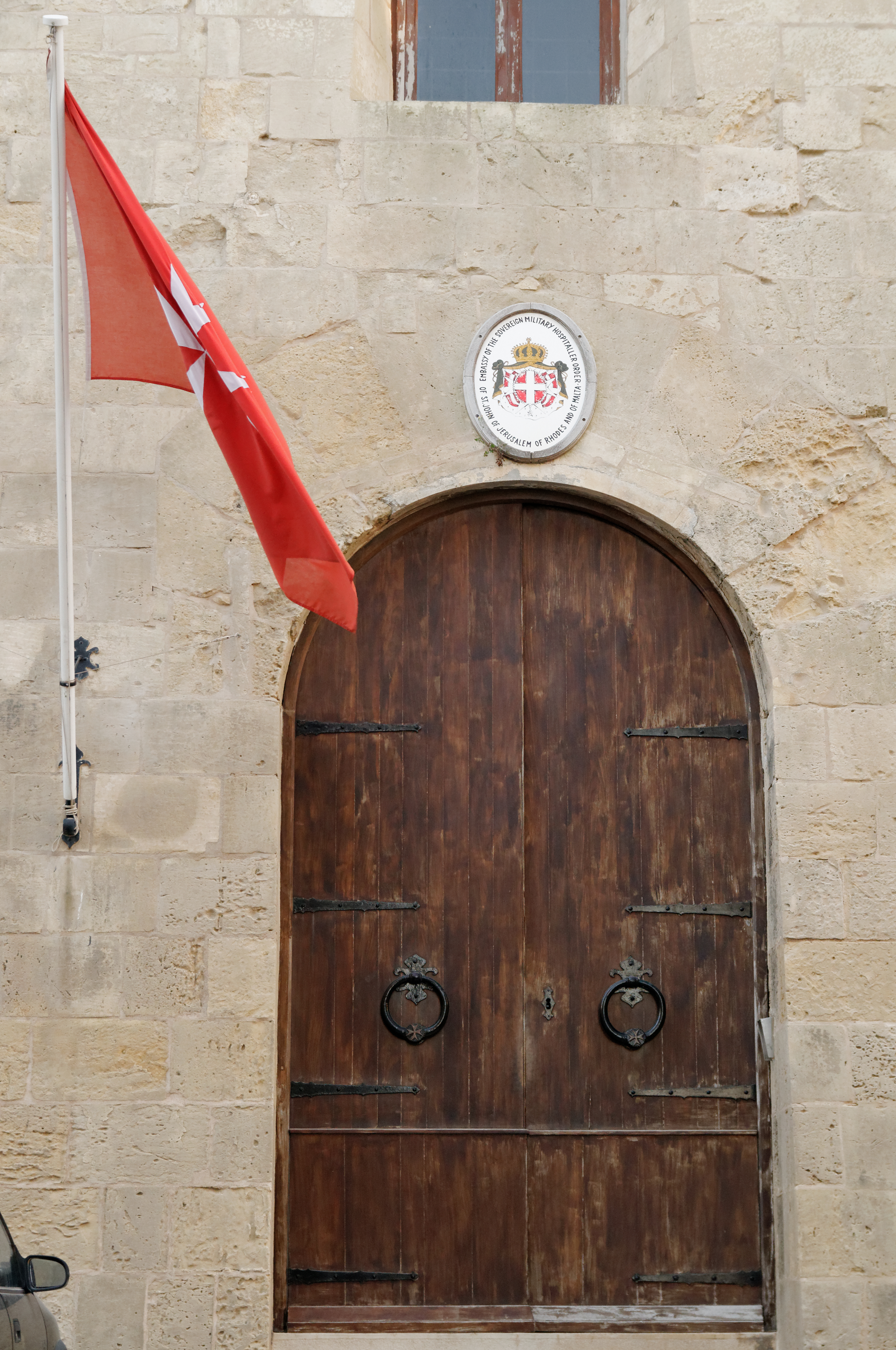
У кавальєрі знаходиться посольство Суверенного військового ордену Мальти

У 1967 році уряд Мальти передав кавальєра в оренду Суверенному військовому Мальтійському ордену, наступнику ордена Святого Іоанна, на 99 років. СММ заснувала там своє посольство на Мальті, і воно було відновлено під керівництвом посла Діно Марраджені та мальтійського інженера Роджера де Джорджо, експерта з реставрації історичних будівель. Протягом двох років реставрація була завершена, і хоча були зроблені сучасні зміни, подбали про те, щоб зберегти всі оригінальні особливості будівлі. На даху кавальєра був побудований ненав'язливий пентхаус як резиденція глави місії, і з нього видно чудовий вигляд на місто та навколишні міста та села.
Діючим послом є Умберто ді Капуа.
Кавальєр — національний пам'ятник 1-го класу, внесений до Національної інвентаризації культурних цінностей Мальтійських островів .

## Архітектура
Кавальєр Сент-Джонс — це велика каземована артилерійська платформа, що має п'ятикутний план. Споруда не була розроблена з урахуванням естетики, підкреслюючи її суто утилітарну військову функцію. Половина конструкції була заповнена стисненою землею, а решта складалася з ряду рідкісних камер і пандуса, за допомогою якого гармати могли досягати даху.
Кавальєр займає задню частину бастіону Святого Іоанна, і мав на меті можливість обстрілювати головний парапет бастіону, не заважаючи його вогню. На його терасі розміщений пороховий магазин .
Кілька складів були добудовані в 17 столітті, але вони були зруйновані в 1950-х.